# 貨物線の森緑道
貨物線の森緑道（かもつせんのもりりょくどう）は、神奈川県横浜市鶴見区大黒町から神奈川区恵比須町にかけて設置されている公園（緑道）である。

## 概要
横浜開港150周年を記念して2007年（平成19年）12月より東海道本線貨物支線（通称・新興線）の廃線跡を整備し、2008年（平成20年）6月29日に一部開園した。京浜臨海部における「京浜の森」づくり事業の一つである。
緑道は、鶴見区大黒町の新興駅前交差点から神奈川区恵比須町の恵比須町交差点までの全長約1.7km、面積約2.0haとなっており、新興駅前交差点側の一部（全長140m、面積約0.4ha）が公開されている。園内には「開港150周年の森」の第1号としてドングリの木が植樹されている。

## 交通アクセス
- 京浜急行生麦駅から徒歩15分